# Бьель (Атлантические Пиренеи)
Бьель (фр. Bielle) — коммуна во Франции, находится в регионе Аквитания. Департамент — Атлантические Пиренеи. Входит в состав кантона Олорон-Сент-Мари-2. Округ коммуны — Олорон-Сент-Мари.
Код INSEE коммуны — 64127.

## География

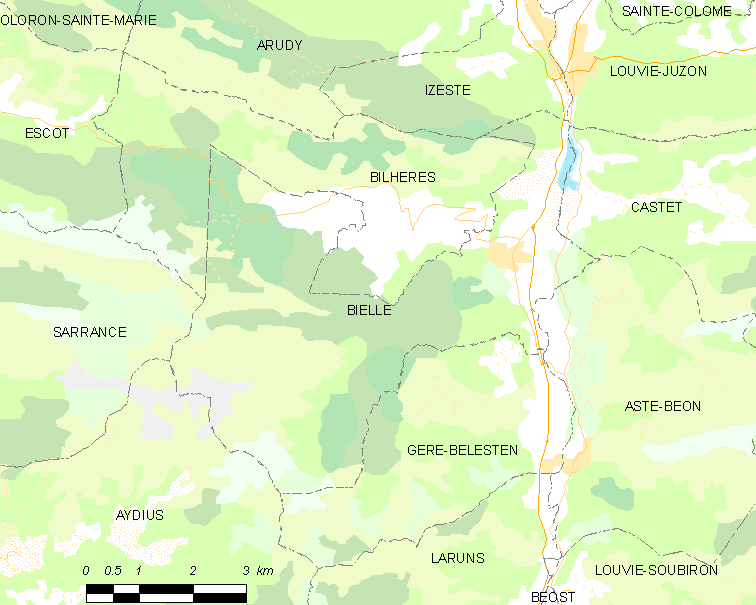
Карта коммуны

Коммуна расположена приблизительно в 680 км к югу от Парижа, в 200 км южнее Бордо, в 28 км к югу от По.
На северо-востоке коммуны протекает река Гав-д’Осо.

### Климат
Климат тёплый океанический. Зима мягкая, средняя температура января — от +5°С до +13°С, температуры ниже −10 °C бывают редко. Снег выпадает около 15 дней в году с ноября по апрель. Максимальная температура летом порядка 20-30 °C, выше 35 °C бывает очень редко. Количество осадков высокое, порядка 1100 мм в год. Характерна безветренная погода, сильные ветры очень редки.

## Население
Население коммуны на 2010 год составляло 444 человека.
| 1962 | 1968 | 1975 | 1982 | 1990 | 1999 | 2010 |
| ---- | ---- | ---- | ---- | ---- | ---- | ---- |
| 547  | 551  | 509  | 445  | 470  | 436  | 444  |

## Администрация
| Период | Период | Фамилия    | Партия                  | Примечания                               |
| ------ | ------ | ---------- | ----------------------- | ---------------------------------------- |
| 1971   | 2014   | Жан Белок  | Социалистическая партия | генеральный советник кантона (1992—2004) |
| 2014   | 2020   | Клод Гомес |                         |                                          |

## Экономика
В 2010 году среди 254 человек трудоспособного возраста (15-64 лет) 183 были экономически активными, 71 — неактивными (показатель активности — 72,0 %, в 1999 году было 73,3 %). Из 183 активных жителей работали 165 человек (89 мужчин и 76 женщин), безработных было 18 (7 мужчин и 11 женщин). Среди 71 неактивных 15 человек были учениками или студентами, 43 — пенсионерами, 13 были неактивными по другим причинам.

## Достопримечательности
- Церковь Св. Вивиана (XV век). Исторический памятник с 1923 года[4]
- Замок Бьель (1766 год). Исторический памятник с 2004 года[5]

## Города-побратимы
- Бербегаль (Испания, с 1986)

## Фотогалерея

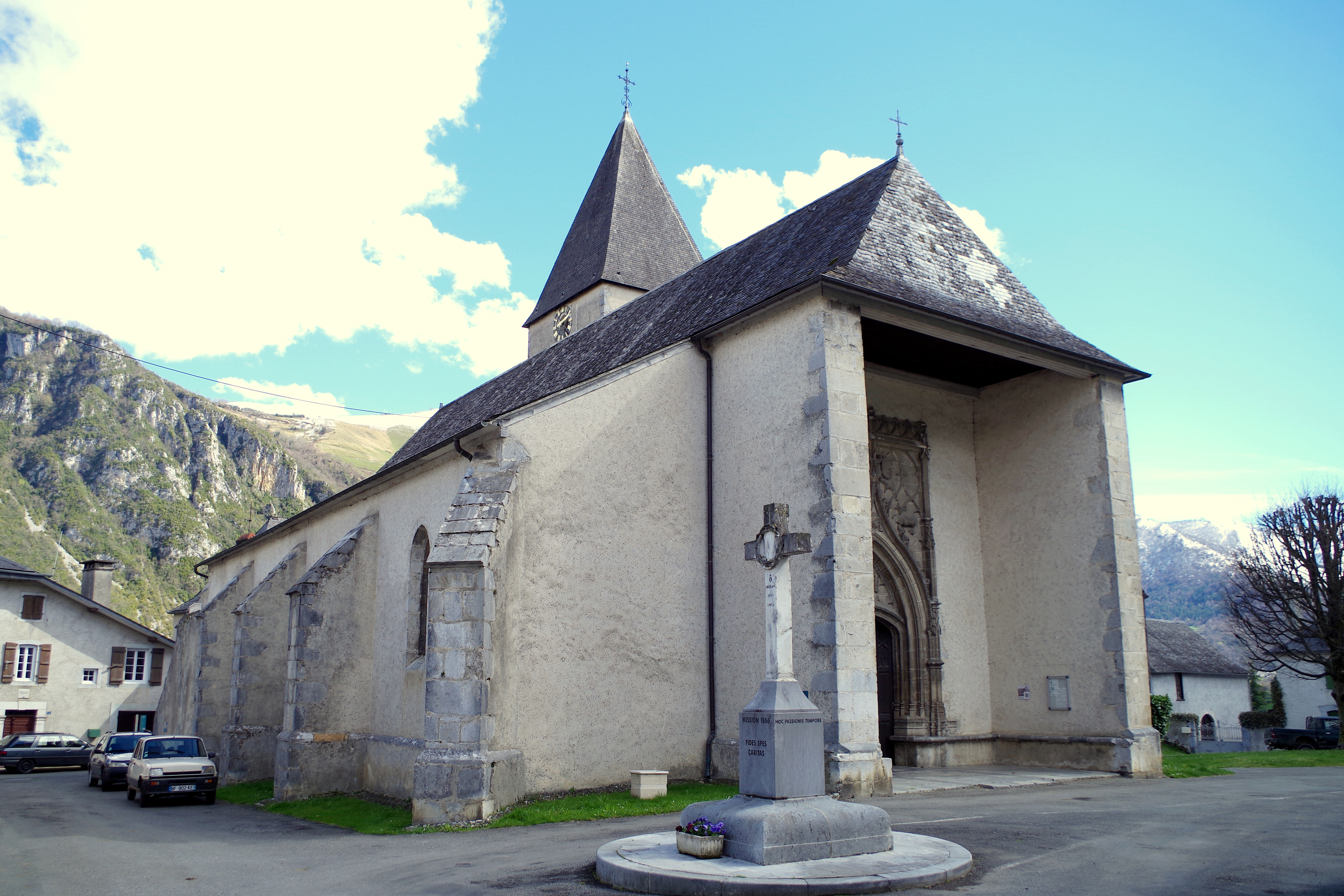
Церковь
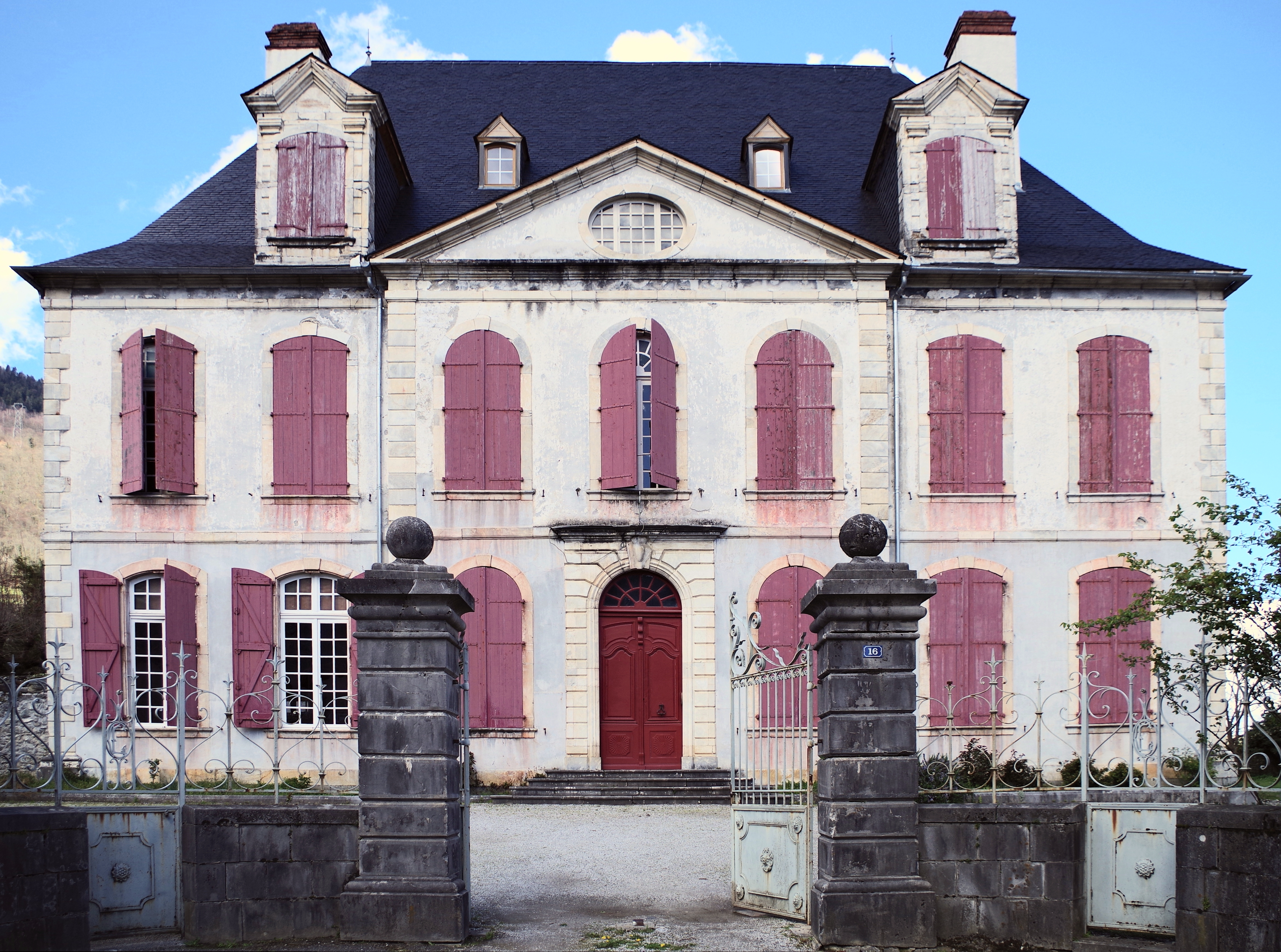
Шато
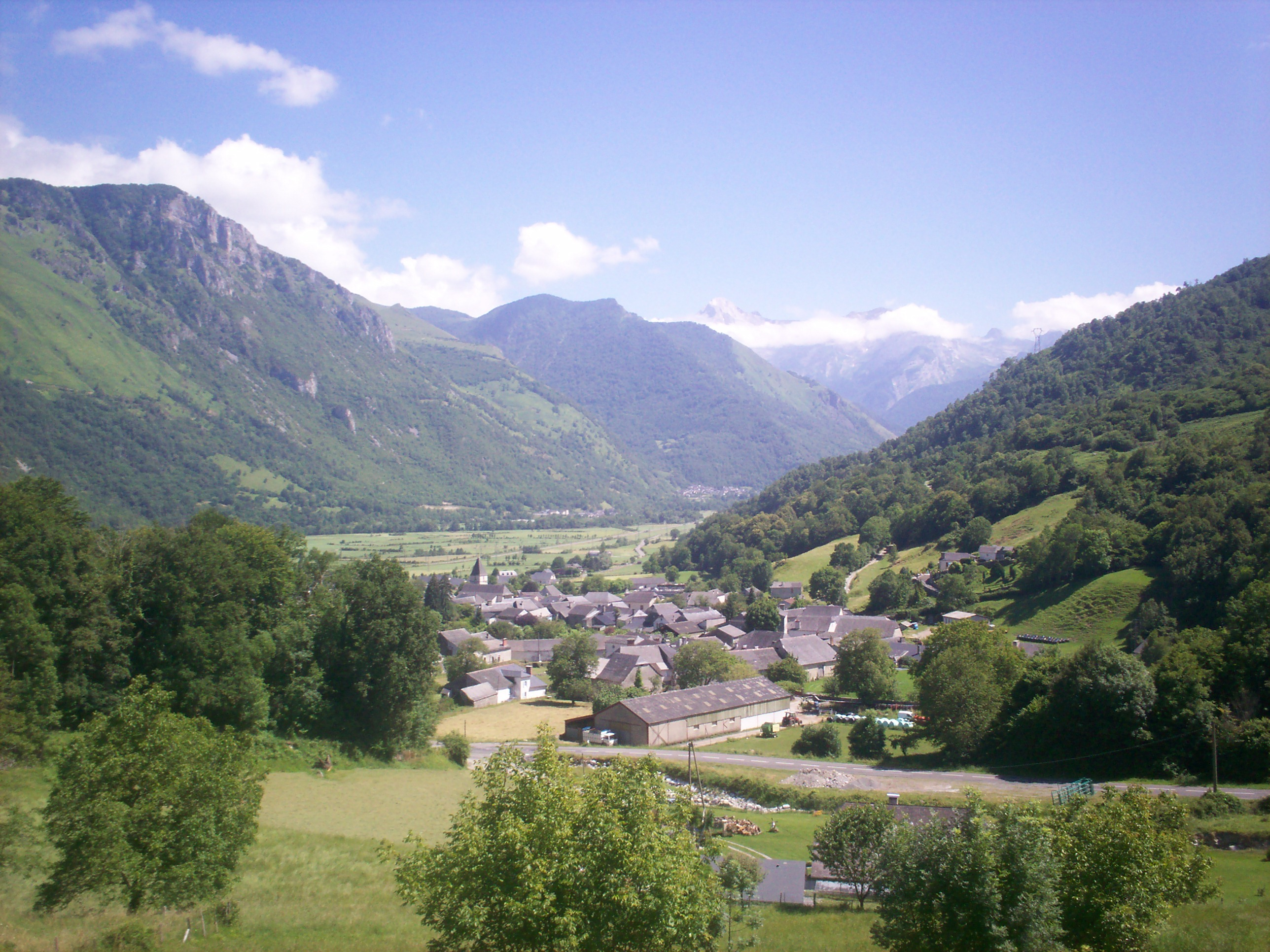
Вид на коммуну